# Орбита захоронения

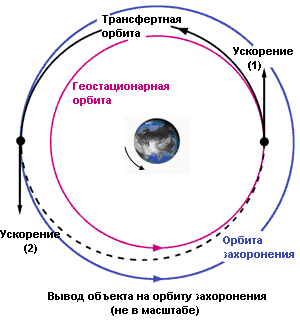
Условная схема вывода объектов на орбиту захоронения

Орбита захоронения, орбита существования — орбита искусственных космических объектов, на которую осуществляется их увод после окончания активной работы. Также называется областью увода космического объекта или зоной захоронения.
Для геостационарных спутников орбитой захоронения считается орбита, высота которой примерно на 200 километров превышает высоту геостационарной орбиты. На орбиту захоронения отправляются отработавшие орбитальные аппараты для уменьшения вероятности столкновений и освобождения места на геостационарной орбите.
Для каждого аппарата орбита рассчитывается отдельно, минимальный перигей {\displaystyle \Delta {H}} над геостационарной орбитой высчитывается по формуле:
{\displaystyle \Delta {H}=235{\mbox{ km}}+\left(1000C_{R}{\frac {A}{m}}\right){\mbox{ km}}}
где {\displaystyle C_{R}} — коэффициент давления солнечного излучения (обычно между 1,2 и 1,5), {\displaystyle {\frac {A}{m}}} — отношение площади [м²] к массе [кг] данного объекта. Полученная величина включает в себя высоту для манёвров на орбит, а также запас (35 километров) для обеспечения безопасности в связи с воздействием гравитационных возмущений (в первую очередь солнечных и лунных) на спутники.

## Орбиты захоронения военных спутников с ЯЭУ
Низкоорбитальные военные разведывательные спутники с ядерной энергетической установкой используют более низкие орбиты захоронения (около 650—1000 км). На эти орбиты отправляется отделённая активная зона ядерного реактора после окончания её работы. Срок жизни на этих орбитах составляет порядка 2 тыс. лет, что значительно превышает период полураспада многих продуктов деления.